# Chadeleuf
Chadeleuf (Chadalèu en occitan) est une commune française située dans le département du Puy-de-Dôme, en région Auvergne-Rhône-Alpes. Elle fait partie de l'aire d'attraction de Clermont-Ferrand.

## Géographie

### Localisation
La commune de Chadeleuf est située au sud du département du Puy-de-Dôme.
|          | Neschers  |                         |
| Neschers | Chadeleuf | Sauvagnat-Sainte-Marthe |
|          | Pardines  | Saint-Yvoine            |

### Climat
Pour des articles plus généraux, voir Climat d'Auvergne-Rhône-Alpes et Climat du Puy-de-Dôme.
En 2010, le climat de la commune est de type climat océanique dégradé des plaines du Centre et du Nord, selon une étude du Centre national de la recherche scientifique s'appuyant sur une série de données couvrant la période 1971-2000. En 2020, Météo-France publie une typologie des climats de la France métropolitaine dans laquelle la commune est exposée à un climat de montagne ou de marges de montagne et est dans la région climatique  Nord-est du Massif Central, caractérisée par une pluviométrie annuelle de 800 à 1 200 mm, bien répartie dans l’année. 
Pour la période 1971-2000, la température annuelle moyenne est de 10,6 °C, avec une amplitude thermique annuelle de 16,6 °C. Le cumul annuel moyen de précipitations est de 685 mm, avec 8,1 jours de précipitations en janvier et 6,8 jours en juillet. Pour la période 1991-2020, la température moyenne annuelle observée sur la station météorologique de Météo-France la plus proche, « Plauzat_sapc », sur la commune de Plauzat à 5 km à vol d'oiseau, est de 11,3 °C et le cumul annuel moyen de précipitations est de 606,8 mm,. Pour l'avenir, les paramètres climatiques de la commune estimés pour 2050 selon différents scénarios d'émission de gaz à effet de serre sont consultables sur un site dédié publié par Météo-France en novembre 2022.

## Urbanisme

### Typologie
Au 1er janvier 2024, Chadeleuf est catégorisée bourg rural, selon la nouvelle grille communale de densité à sept niveaux définie par l'Insee en 2022.
Elle est située hors unité urbaine. Par ailleurs la commune fait partie de l'aire d'attraction de Clermont-Ferrand, dont elle est une commune de la couronne,. Cette aire, qui regroupe 209 communes, est catégorisée dans les aires de 200 000 à moins de 700 000 habitants,.

### Occupation des sols
L'occupation des sols de la commune, telle qu'elle ressort de la base de données européenne d’occupation biophysique des sols Corine Land Cover (CLC), est marquée par l'importance des territoires agricoles (87,1 % en 2018), une proportion sensiblement équivalente à celle de 1990 (87,7 %). La répartition détaillée en 2018 est la suivante : 
terres arables (77,9 %), zones agricoles hétérogènes (9,1 %), forêts (7,8 %), zones urbanisées (5,1 %), prairies (0,1 %). L'évolution de l’occupation des sols de la commune et de ses infrastructures peut être observée sur les différentes représentations cartographiques du territoire : la carte de Cassini (XVIIIe siècle), la carte d'état-major (1820-1866) et les cartes ou photos aériennes de l'IGN pour la période actuelle (1950 à aujourd'hui).

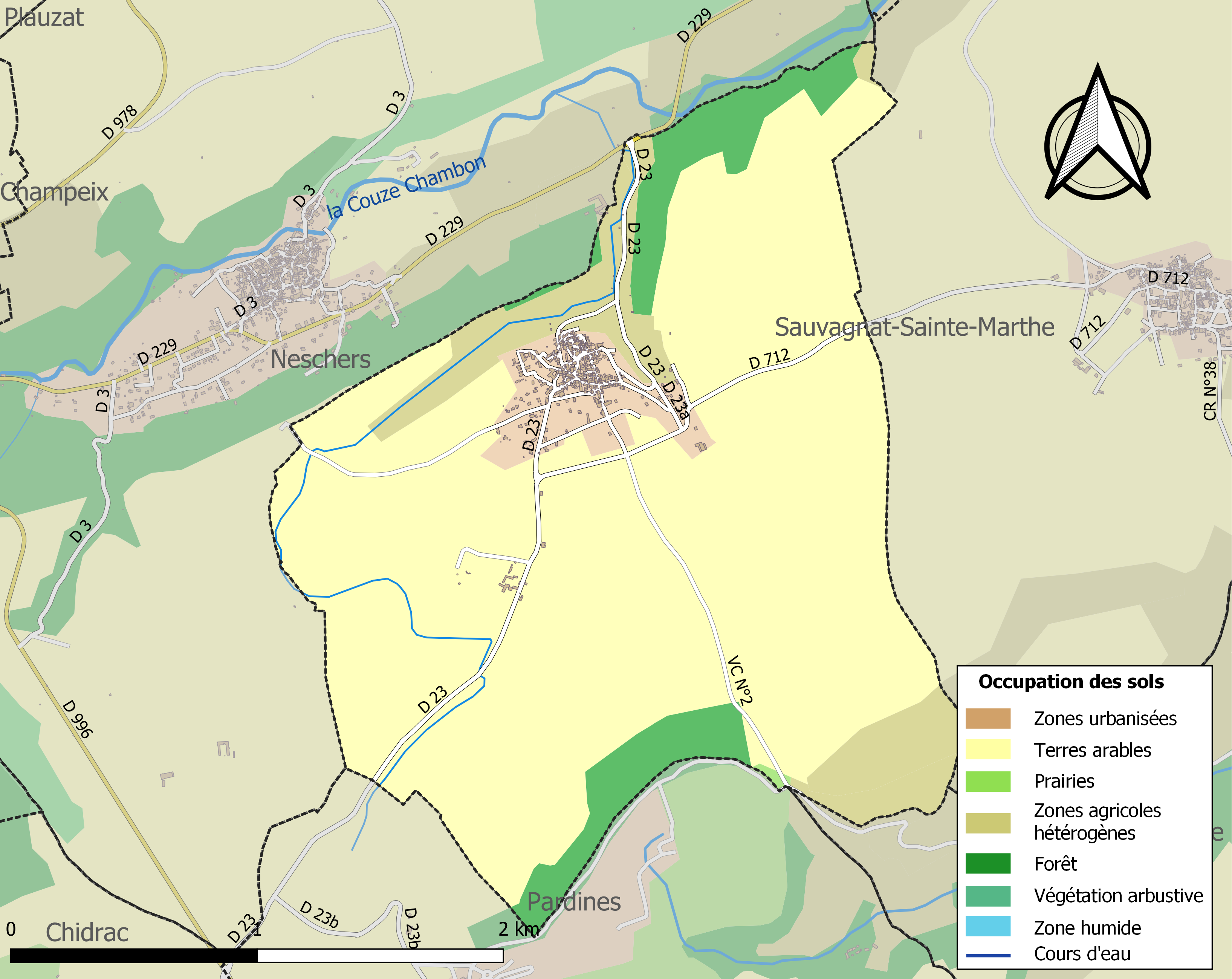
Carte des infrastructures et de l'occupation des sols de la commune en 2018 (CLC).

## Histoire
Ancienne seigneurie dépendant de l'abbaye d'Issoire, Chadeleuf est un village fortifié plein de charme. Quelques vestiges des fortifications s'observent au fil des ruelles, notamment une grosse tour ronde. Plusieurs belles maisons bourgeoises témoignent également de la prospérité viticole de la fin du siècle dernier.

## Politique et administration

### Découpage territorial
À l'échelle cantonale, la commune se situait dans le canton de Champeix jusqu'en mars 2015. À la suite du redécoupage des cantons du département, Chadeleuf est rattachée au canton de Vic-le-Comte depuis les élections départementales de 2015.
Chadeleuf a fait partie de la communauté de communes Couze Val d'Allier dont elle a été le siège. Celle-ci a fusionné avec sept autres communautés de communes pour constituer une communauté d'agglomération autour d'Issoire : Agglo Pays d'Issoire.

### Liste des maires
| Période                                  | Période                   | Identité            | Étiquette | Qualité                                                                          |
| ---------------------------------------- | ------------------------- | ------------------- | --------- | -------------------------------------------------------------------------------- |
| Les données manquantes sont à compléter. |                           |                     |           |                                                                                  |
| 1929                                     | 1935                      | Rouget              |           |                                                                                  |
| 1935                                     | 1946                      | Raynaud             |           |                                                                                  |
| 1946                                     | 1973                      | Jean Perol          |           |                                                                                  |
| 1973                                     | 1977                      | Marcel Emery        |           |                                                                                  |
| 1977                                     | 1989                      | Lucien Fedit        | DVG       |                                                                                  |
| 1989                                     | 1995                      | Remy Humeau         | PS        |                                                                                  |
| 1995                                     | En cours (au 9 août 2020) | Jean-Pierre Sauvant | DVG       | Retraité Président de la communauté de communes Couze Val d'Allier jusqu'en 2016 |

## Population et société

### Démographie
Les habitants de la commune sont appelés les Chadeleufois et les Chadeleufoises.
L'évolution du nombre d'habitants est connue à travers les recensements de la population effectués dans la commune depuis 1793. Pour les communes de moins de 10 000 habitants, une enquête de recensement portant sur toute la population est réalisée tous les cinq ans, les populations de référence des années intermédiaires étant quant à elles estimées par interpolation ou extrapolation. Pour la commune, le premier recensement exhaustif entrant dans le cadre du nouveau dispositif a été réalisé en 2005.

En 2022, la commune comptait 429 habitants, en évolution de +0,94 % par rapport à 2016 (Puy-de-Dôme : +2,1 %, France hors Mayotte : +2,11 %).
| 1793 | 1800 | 1806 | 1821 | 1831 | 1836 | 1841 | 1846 | 1851 |
| ---- | ---- | ---- | ---- | ---- | ---- | ---- | ---- | ---- |
| 598  | 488  | 481  | 610  | 472  | 442  | 400  | 383  | 377  |

| 1856 | 1861 | 1866 | 1872 | 1876 | 1881 | 1886 | 1891 | 1896 |
| ---- | ---- | ---- | ---- | ---- | ---- | ---- | ---- | ---- |
| 360  | 383  | 382  | 395  | 418  | 405  | 432  | 463  | 489  |

| 1901 | 1906 | 1911 | 1921 | 1926 | 1931 | 1936 | 1946 | 1954 |
| ---- | ---- | ---- | ---- | ---- | ---- | ---- | ---- | ---- |
| 417  | 383  | 391  | 315  | 314  | 329  | 312  | 230  | 238  |

| 1962 | 1968 | 1975 | 1982 | 1990 | 1999 | 2005 | 2006 | 2010 |
| ---- | ---- | ---- | ---- | ---- | ---- | ---- | ---- | ---- |
| 280  | 225  | 260  | 260  | 277  | 302  | 376  | 379  | 387  |

| 2015 | 2020 | 2022 | - | - | - | - | - | - |
| ---- | ---- | ---- | - | - | - | - | - | - |
| 426  | 434  | 429  | - | - | - | - | - | - |

## Culture locale et patrimoine

### Lieux et monuments

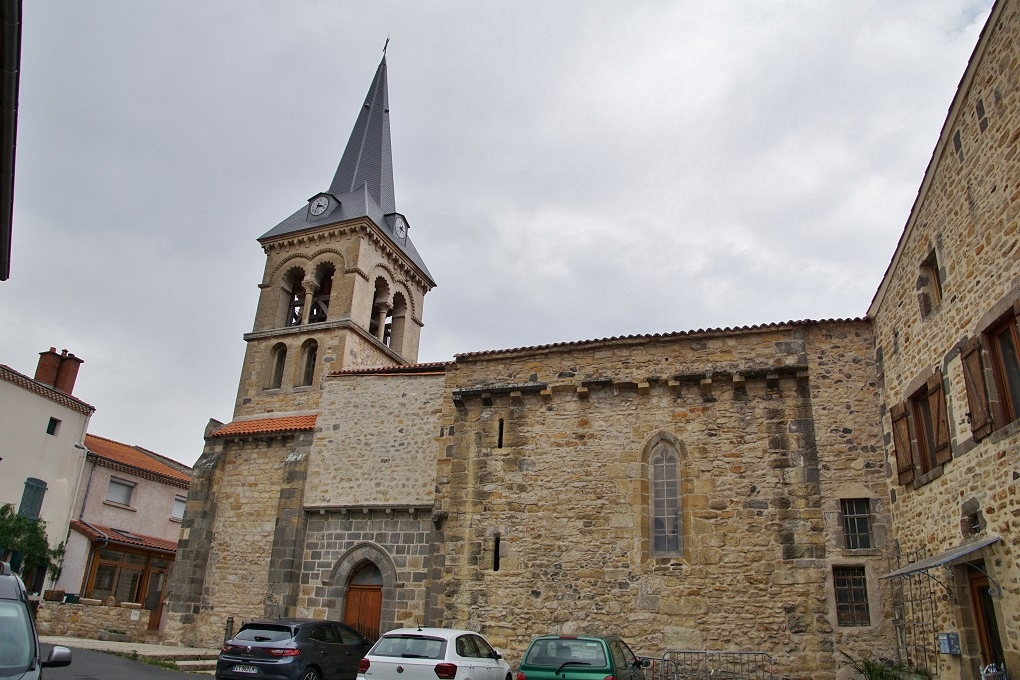
Église Sainte-Radegonde.

- L'église paroissiale Sainte-Radegonde.

### Personnalités liées à la commune
Pierre Sauvanet, né le 24 décembre 1881 à Huriel dans l'Allier, est arrivé dans la commune de Chadeleuf en 1938 avec sa famille, notamment son jeune fils prénommé également Pierre. Ils habitaient devant la place qui aujourd’hui porte le nom de place de la Résistance et de la Déportation. Cette maison où ils résidaient porte toujours les stigmates du passage d’un tank allemand qui se dirigeait sur la bataille du Mont-Mouchet.
Pierre Sauvanet père, fut nommé préfet du Puy-de-Dôme du 27 août 1944 au 24 juillet 1946, dès la libération de la France. Sa légitimité au poste de préfet provient de sa forte implication dans les mouvements de la résistance auvergnate.
Il est mort à l'âge de 94 ans.